# Sajátmozgás

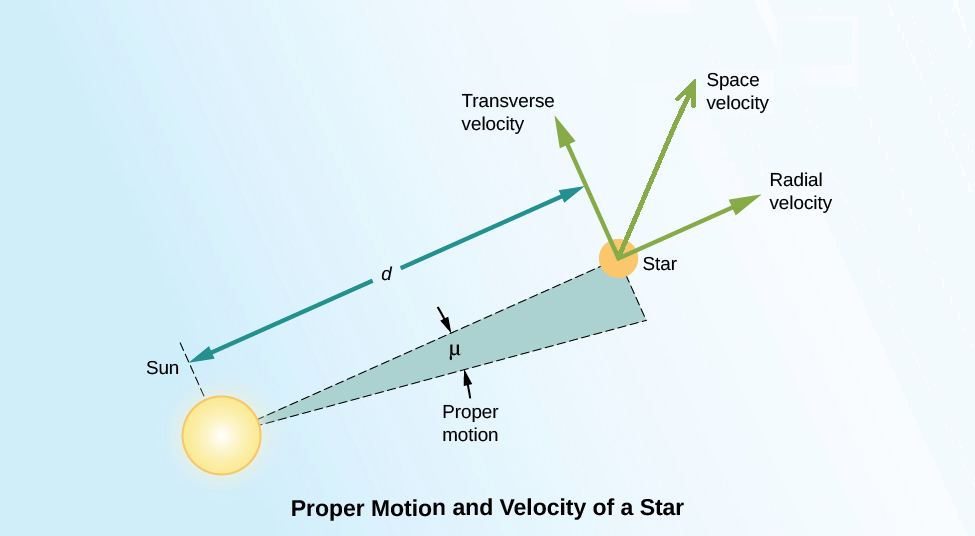
A sajátmozgás

A csillagok sajátmozgásán az égbolton történő pozícióváltozásukat értjük, amely gyakran csak több évszázados vagy évezredes időskálán érzékelhető.
Edmond Halley 1718-ban rájött arra, hogy több csillag éggömbi pozíciója eltér a régebbi, antik katalógusok feljegyzéseitől. Ez az eltérés a Procyon, a Szíriusz és az Arcturus esetében volt jelentős. Halley megállapította, hogy a közel 2000 eltelt év alatt ezeknek a csillagoknak az ekliptikához viszonyított pozíciói jelentősen megváltoztak.
T. Mayer csillagász 1760-ban további csillagok esetében figyelt meg jelentős pozícióváltozást. Ma már külön katalógusok vannak a csillagok sajátmozgására (sajátmozgás-katalógusok). Napjainkban több mint 300 ezer csillag pontos sajátmozgását ismerjük.
A sajátmozgás jelölése μ (mű), mértékegysége ívmásodperc/év vagy ennek tört részei. Ehhez szokás megadni az elmozdulás irányát az égi északi irányhoz viszonyítva. A másik lehetőség az égi irányok szerinti komponensek megadása: leggyakrabban az egyenlítői koordináta-rendszer szerinti rektaszcenzió (μRA) és deklináció (μD) irányú sajátmozgás-komponenseket használják.
A legnagyobb ismert sajátmozgást az ún. Barnard-féle Nyílcsillag mutatja, amelyik egyben a Naprendszerhez második legközelebbi csillag, ha az α Centauri rendszert egynek tekintjük. A Barnard-nyílcsillag távolsága 5,9 fényév, és 180 év alatt egy teljes holdátmérőnyi (0,5°) utat tesz meg az égen.
A Doppler-effektusnak köszönhetően megállapíthatjuk egy csillag radiális (látóirányú) sebességét, vagyis azt a sebességet, amivel az adott csillag távolodik tőlünk vagy közeledik hozzánk. Pozitív radiális sebesség távolodásra, negatív radiális sebesség pedig közeledésre utal. A sajátmozgás és a radiális sebesség ismeretében megállapíthatjuk a csillag térbeli mozgását. Mivel azonban a sajátmozgás csak a látóirányra merőleges tényleges mozgás éggömbi vetülete, a tényleges sebesség ebből csak a parallaxis, azaz a csillag távolsága ismeretében számítható ki.